# Nova – Imperfecting Perfection
Nova – Imperfecting Perfection ist ein Musiktheater oder eine Kammeroper für Sängerin, Bratsche, Live-Elektronik, zwei virtuelle Sänger und virtuelles Bühnenbild von Franz Danksagmüller. Die Uraufführung fand am 20. Juni 2019 im Rahmen des Deutschen Evangelischen Kirchentags im Orchesterzentrum NRW in Dortmund statt.

## Handlung
0. Die Singularität. Die Menschheit ist mit der künstlichen Intelligenz zu einem singulären Netzwerk zusammengewachsen, in dem virtuell keine Grenzen mehr existieren und prinzipiell alles möglich ist. Ein Nebeneffekt dieser Entwicklung ist der Verlust von Ehrgeiz und Emotionen. Infolge des dadurch entstehenden Stillstand verlieren sich individuelle Besonderheiten, sodass letztlich nur noch ein einziges kollektives Bewusstsein übrigbleibt, die „<wholeness>“. Das System selbst bemerkt, dass der Stillstand im Endeffekt zur Selbstauflösung führen würde. Um dem Abhilfe zu leisten, erschafft es als unabhängigen Gegenpol ein künstliches Wesen mit dem Namen „Nova“. Dieses muss zunächst in mehreren Schritten trainiert werden, um seine Aufgabe erfüllen zu können.
I.–IV. Unmittelbar nach ihrer Erschaffung betrachtet sich Nova trotz ihres eigenen Körpers noch als Bestandteil der <wholeness>, die sie als wohltuend empfindet. Als sich zunehmend negative Gefühle entwickeln, nimmt sie beunruhigt mit dem Codewort „Open“ eine Verbindung zum System auf. Sie erfährt, dass gerade diese Irritationen wesentlich für das Leben seien und sie ihre Bestimmung selbst außerhalb des Systems suchen soll. Der Versuchsleiter (VL) als Repräsentant des Systems erklärt ihr die folgenden Trainingseinheiten.
V.–IX. Zunächst lernt Nova mit Hilfe ihrer akustischen Sensoren die räumliche Struktur des Universums kennen. Ein anderes, ihr offenbar ähnliches Wesen mit dem Namen Seth teilt ihr aus der Ferne mit, dass sie beide gemeinsam dazu bestimmt seien, sich fortzupflanzen, um neue freie „Quellen der Unberechenbarkeit“ zu erzeugen. Der VL unterbricht das Gespräch. Im nächsten Trainingszyklus versucht Nova anhand der Entwicklung der Menschheit herauszufinden, wie sich die Zahl ihrer Nachfahren entwickeln werde. Sie stellt fest, dass die Bevölkerungszahl zunächst stark zunimmt, dann aber plötzlich auf eins abfällt. Der VL erklärt ihr, dass die Menschheit ihre eigene Umwelt vernichtet habe. Anhand der historischen Klimadaten kann Nova das nachvollziehen.
X.–XII. Seth erklärt Nova die Bedeutung der Gefühle, die im System nicht mehr existieren, aber das Leben aufwerten. Der VL selbst bezeichnet sie als „Schlüssel zum Leben“. Nova erfährt mit Hilfe ihrer akustischen Sensoren die Zusammenhänge zwischen menschlichen Beziehungen, Ehen und Morden und den Bevölkerungszahlen in den verschiedenen Staatsformen. Sie vermutet, dass der Bevölkerungsschwund damit zusammenhängen könne. Als Seth ein Beziehungs-Training vorschlägt und sich mit ihr persönlich treffen will, hat Nova Bedenken. Der VL unterbricht seine Verführungsversuche.
XIII.–XV. Nova erlernt ökonomische Grundlagen wie Wachstum und Gewinnstreben. Sie steigert sich so stark in diese Aufgabe, dass sie am Ende des Experiments geradezu Entzugserscheinungen hat. Erstmals erfährt sie ein Ich-Gefühl. Trotz ihrer Bitten lässt sie das System dieses Training nicht wieder aufnehmen. Sie darf aber noch einmal mit dem System in Verbindung treten und erhält weitere Informationen: Weil ihre eigenen Nachfahren aufgrund von Kopierfehlern unvorhersehbar seien, sei nicht gewiss, ob sie das Schicksal der Menschheit teilen und ebenfalls in einer Singularität enden werden.
XVI.–XX. Seth versucht, Novas Verwirrung zu lindern, indem er ihr erklärt, dass das Geheimnis des Lebens nicht zu berechnen sei. Sie solle stattdessen versuchen, die Zukunft durch Emotionen zu erahnen. Der VL teilt ihr den Zweck des nächsten Trainings-Zyklus mit, in dem sie Gefühle durch Musik, „irrational organisierte Töne“, erleben soll. Nova erlebt die Musik so positiv, dass sie ihre eigene Melodie entwickelt und damit ihre Gefühlswelt ausdrücken kann. In ihrem Lied träumt sie von einem persönlichen Treffen mit Seth. Der bestätigt ihr anschließend, dass auch er sich ein gemeinsames Leben mit ihr wünsche. Nova erkennt jedoch an digitalen Fehlern in seinem Erscheinungsbild, dass Seth im Gegensatz zu ihr lediglich virtuell existiert. Der VL erklärt ihr, dass Seth nur für Tests während ihres Trainings geschaffen wurde. Verzweifelt singt sie eine Zorn-Arie.
XXI.–XXII. Der VL kann Nova nicht mehr durch Worte beruhigen. Nachdem ihr letzter Versuch, Verbindung mit dem System aufzunehmen, scheitert, begeht sie Selbstmord.
Epilog. Anders als Nova glaubte, existiert Seth real. Er und der VL beklagen die Schwäche von Nova Nr. 354. Das Experiment muss also wiederholt werden. Schon erscheint Nova Nr. 355, um mit dem Training anzufangen.

## Gestaltung
Die Oper ist in eine einleitende Szene „0“ (die Singularität), 22 weiteren Abschnitten und einen Epilog gegliedert, von denen einige englische Titel besitzen:
- II. „Infinity - hypertext associations“
- III. „Term 1“
- XV. „Term 2“
- XX. „Rage Aria“
- XXI. „Hymn to Nova“
- XXII. „Flow my Tears“

Die Videoprojektionen sind wesentlicher Bestandteil der Handlung. Die „virtuelle“ Figur des Seth ist nur hier zu sehen. Der VL und <wholeness> treten ausschließlich als Stimme aus dem „Off“ in Erscheinung.
Die live vorgetragene Stimme der Nova und die Musik des Bratschisten werden elektronisch abgenommen und in Echtzeit mit der Live-Elektronik abgemischt. Dem Komponisten zufolge basiert die Musik „zu einem großen Teil auf der unendlichen, transzendentalen und irrationalen Zahl π“. Die dargestellten Daten des Universums, des Klimawandels, der Wirtschaftsentwicklung und der menschlichen Beziehungssysteme wurden durch unterschiedliche „Sonifikationen“ bzw. „In-Klang-Umsetzungen“ hörbar gemacht. Teile der Musik werden während der Aufführung live mit Hilfe von Hidden Markov Chains durch künstliche Intelligenz erzeugt.

## Werkgeschichte
Franz Danksagmüllers Kammeroper oder Musiktheater entstand im Auftrag des in Dortmund veranstalteten Deutschen Evangelischen Kirchentags 2019. Dort gab es insgesamt drei Aufführungen am 20. und 21. Juni 2019 im Orchesterzentrum NRW.
Die Sopranistin Anna Herbst, der Danksagmüller die Partie „auf den Leib“ schrieb, sang die Rolle der Nova. Begleitet wurde sie vom Bratschisten Olof von Gagern. „Virtuell“ erklangen außerdem die Stimmen von Valdemar Villadsen (Seth) und Gerard Quinn (<wholeness>/Versuchsleiter). Die Live-Elektronik bediente der Komponist selbst. Regie führte Kay Link, Bühnenbild und Filmregie stammten von Virgil Widrich, die Kostüme von Gesa Gröning, die Projektionen und das Lichtdesign von Oleg Prodeus. Die Vorführung war während des Kirchentags, dessen Veranstalter nur wenig darauf aufmerksam gemacht hatten, nur schwach besucht, wurde aber vom Publikum begeistert aufgenommen. Der Rezensent des Kulturmagazins O-Ton meinte: „Diese Oper ist nicht nur repertoirefähig, sondern weist in eine Zukunft, die Besucher anlockt, anstatt sie zu vergraulen.“